# Hočko Pohorje
Hočko Pohorje – wieś w Słowenii, w gminie Hoče-Slivnica. W 2018 roku liczyła 434 mieszkańców.